# Lena Wisborg
Lena Elisabet Wisborg-Candinger (* 24. September 1965 in Huddinge) ist eine ehemalige schwedische Kinderdarstellerin. Sie wurde vor allem für ihre Rolle der Ida Svensson in den Filmen Michel aus Lönneberga (1971–1973) und der daraus entstandenen TV-Serie bekannt.

## Leben
Wisborg hat nach den Michel-Dreharbeiten nur noch an einem weiteren Filmprojekt mitgewirkt. In der schwedischen TV-Miniserie Katitzi (1979) spielte sie die Rolle der Gullan. Sie wurde nach der Autobiografie von Katarina Taikon, einer sehr bekannten Schriftstellerin, die den Roma angehört, gedreht, bestand aus sechs Folgen à 30 Minuten und lief nur in Skandinavien.
In TV-Shows oder -Interviews ist Lena Wisborg dagegen hin und wieder aufgetreten, wenn auch selten. So sah man sie unter anderem 2005 im deutschen Sender RTL im Rahmen der Samstagabendshow Die größten TV Hits aller Zeiten – Die beliebtesten Kindersendungen (wo Michel den ersten Platz in der Zuschauerwertung belegte) in einem kurzen in Schweden produzierten Interview-Einspieler. Auf die Frage, ob sie noch Kontakt zu anderen Darstellern aus den Michel-Filmen habe, betonte sie nur, dass sie Björn Gustafson (Knecht Alfred) gelegentlich besuche, wenn es die Zeit erlaubt. Zu anderen Darstellern, insbesondere zu Jan Ohlsson (Michel), habe sie seit damals nie wieder Kontakt gehabt.
Lena Wisborg arbeitet heute als Schneiderin und Designerin in der Nähe von Stockholm in einem schwedischen Modehaus bzw. Modeunternehmen.

## Filmografie (Auswahl)
- 1971: Immer dieser Michel 1. – Michel in der Suppenschüssel (Emil i Lönneberga)
- 1972: Immer dieser Michel 2. – Michel muß mehr Männchen machen (Nya hyss av Emil i Lönneberga)
- 1973: Immer dieser Michel 3. – Michel bringt die Welt in Ordnung (Emil och griseknoen)
- 1975–1976: Michel aus Lönneberga (Emil i Lönneberga, Fernsehserie, 13 Folgen)
- 1979: Katitzi (Fernsehserie, 1 Folge)